# Santuario de la Virgen de la Playa (San pablo)
La iglesia es una obra en honor a la patrona de San Pablo, Nariño. En este templo, según narran sus historiadores y devotos, se apareció la virgen y es una de las razones por las que frecuentemente recibe visitantes de diferentes partes del mundo. 

## Historia y Características
Este majestuoso templo de estilo gótico fue construido sobre una peña de San Pablo, junto al caudal del río Mayo, por la vía que conduce a Florencia, Cauca. 
De acuerdo con la historia, en 1.852 el Coronel Manuel Fernández de Córdoba se había refugiado entre rocas para protegerse, fue ahí cuando pintó una rústica imagen de la Virgen junto al Niño Jesús. Esta representación se fue opacando con el tiempo, más en 1.908 sus creyentes construyeron una pequeña choza para peregrinaciones y retocaron su pintura. 
Gracias a la devoción de sus feligreses, en 1.909 fue construido un templo oficial, más dos años después, se dice que en este templo se dio la aparición de la virgen a la madre Rosa María Guerrero de la comunidad betlemita. Fue así como los visitantes empezaron a llegar de diferentes partes del mundo, por lo cual fue necesario la construcción de un templo más grande que se dio en 1.927. 

La obra cuenta con tres naves, cada uno con bóvedas. Al fondo de la nave central se conserva una pared de roca  en donde posa la imagen de la virgen, con diferentes modificaciones de artistas al pasar el tiempo. 

La Virgen de la Playa, como fue reconocida por los sampableños, fue coronada el 6 de junio del año 2001, hecho histórico para San Pablo y la comunidad religiosa.  